# Isabel Hessel
Isabel Hessel (* 1973 in Schweinfurt) ist eine deutsche Übersetzerin für niederländische Belletristik, Poesie sowie die Bereiche Kunst und Kultur.

## Leben
Isabel Hessel absolvierte ein Studium der Germanistik, Pädagogik und Niederlandistik an den Universitäten in Würzburg, Antwerpen und Köln, das sie mit dem Magistergrad in Germanistik abschloss. Seit 2003 ist sie als freiberufliche Übersetzerin tätig. Isabel Hessel lebt und arbeitet in Antwerpen, Belgien. 
Isabel Hessel übersetzt Romane und Erzählungen, Sachbücher und Kinderbücher aus dem Niederländischen ins Deutsche sowie die Gedichte des Belgischen Nationaldichters bzw. der Nationaldichterin. Sie ist Mitglied im Verband deutschsprachiger Übersetzer literarischer und wissenschaftlicher Werke und war viele Jahre Vorstandsmitglied des Flämischen Autorenverbandes VAV.

## Übersetzungen
- Diane Broeckhoven: Ein Tag mit Herrn Jules, C.H. Beck, München 2005
- Diane Broeckhoven: Einmal Kind, immer Kind, C.H. Beck, München 2005
- Diane Broeckhoven: Eine Reise mit Alice. C.H. Beck, München 2007
- Loes den Hollander: Der letzte Freitag. Rowohlt, Reinbek 2008
- Meisterinnen des Lichts, Erzählband, Mary Cassat, Diane Broeckhoven, Hatje Cantz, Ostfildern 2008
- Reisen & Speisen in Schottland, KBC-Versicherungen, Davidsfonds-Verlag, Brüssel 2009
- Nicolet Steemers: Vertrau mir blind!, Droemer, München 2010
- Nicolet Steemers: Todgeweiht, Droemer, München 2011
- Diane Broeckhoven: Kreuzweg, C.H. Beck, München 2012
- Helmut Lotti: www.helmutlotti.be, deutsche Übersetzung der Webseite seit 2012
- Charles Ducal: Dichter des Vaderlands 2014-2015, Gedichte des Belgischen Dichters der Nation, mit dem Passa Porta Übersetzerkollektiv
- Charles Ducal: Bewoond door iets groters/Au-delà de la frontière/Von etwas Größerem bewohnt, Atlascontact, Amsterdam/Antwerpen/Gent 2015
- Saskia De Coster: Wir und ich. Klett-Cotta, Stuttgart 2016
- Laurence Vielle: Dichter des Vaderlands 2016-2017, Gedichte der Belgischen Dichterin der Nation, mit dem Passa Porta Übersetzerkollektiv
- Diane Broeckhoven: Was ich noch weiß, C.H. Beck, München 2016
- Griet Op de Beeck: Komm her und lass dich küssen! btb, München 2016
- Laurence Vielle: Dichter des Vaderlands 2016-2017, Gedichte der Belgischen Dichterin der Nation, mit dem Passa Porta Übersetzerkollektiv
- Paul Verrept: Flow My Tears, Theatertext, Theater Luzern, 2017
- Els Moors: Dichter des Vaderlands  2018–2019, Gedichte der Belgischen Dichterin der Nation, mit dem Passa Porta Übersetzerkollektiv

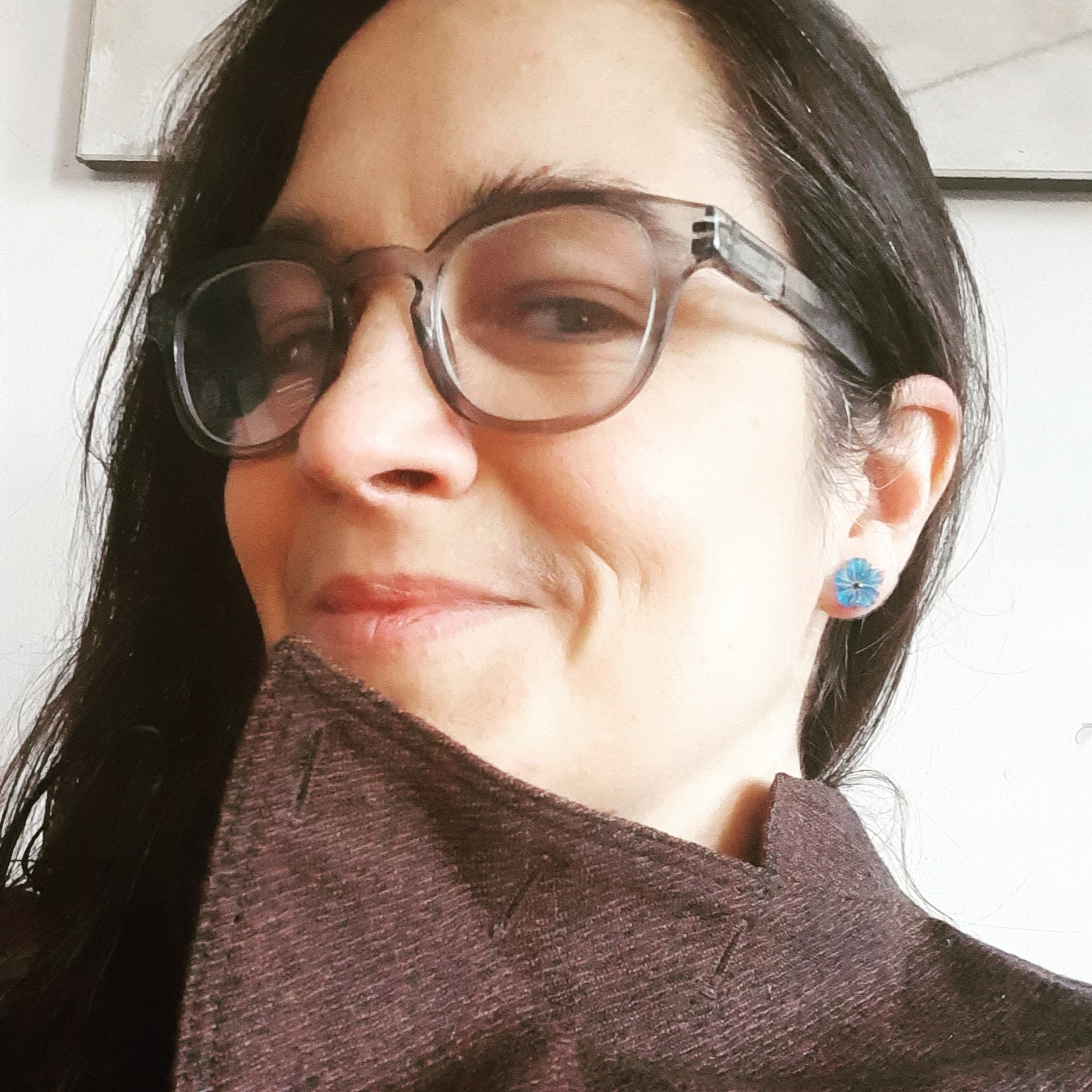
© Privat

- Jeroen Olyslaegers: Weil der Mensch erbärmlich ist, mit Gregor Seferens, DUMONT, Köln 2018© PrivatGriet Op de Beeck: Viele Himmel über dem siebten, btb Verlag (Randomhouse), München 2019
- Mustafa Kör: Dichter des Vaderlands 2022-2024, Gedichte des Belgischen Dichters der Nation
- Mustafa Kör: Tot u Vers vous, Maelström reEvolution / Poëziecentrum, Bruxelles & Gent 2024, ISBN 9782875054869

## Eigene Werke
- pianopiano, In: Schachbordelle, 35 Erotische Gedichte und Geschichten zum Menantes-Preis für erotische Dichtung 2012, Hrsg.: Jens-Fietjes Dwars, Quartus-Verlag, 2012
- Schimmelreiterinnen: In: Bibliothek deutschsprachiger Gedichte, Ausgewählte Werke IX, 2006
- Aphorismen: In: Sprache im technischen Zeitalter. Souveräne Brückenbauer. 60 Jahre Verband der Literaturübersetzer. Hrsg.: Helga Pfetsch. Böhlau, Köln 2014 ISSN 0038-8475 ISBN 9783412222840
- Aforismen, In: Waarover je niet zwijgen kan. Maximen, Samengesteld door Martin De Haan en Rokus Hofstede, Atheneum, 2023, EAN 9789025316792

## Aphorismen
- Hessel
- Hessel